# Salmon Arm
Salmon Arm är en stad i den kanadensiska provinsen British Columbias sydcentrala del. När Salmon Arm grundades är fortfarande inte klarlagt men man vet att under 1885 byggdes det delar av Canadian Pacific Railway och att guldgrävare och nybyggare var i området i och med guldrushen i British Columbia. 1890 blev man en by när man fick en poststation till sig och i maj 1905 blev man ett samhälle (village). Sju år senare blev Salmon Arm stad (city).
Staden breder sig ut över 155,28 kvadratkilometer (km2) stor yta och hade en folkmängd på 17 464 personer vid den nationella folkräkningen 2011.